# Квадратичный дифференциал
Квадратичным дифференциалом на многообразии называется сечение симметрического квадрата его кокасательного расслоения. Чаще всего это словосочетание используется в контексте комплексных многообразий, и молчаливо подразумевается, что это сечение является голоморфным. Чрезвычайную важность квадратичные дифференциалы имеют в теории комплексных кривых, или же римановых поверхностей.
Формальное определение для римановых поверхностей таково: риманова поверхность склеена из комплексных дисков по частично определённым голоморфным отображениям между ними (функциям переклейки). На области в {\displaystyle \mathbb {C} } с координатой {\displaystyle z} квадратичный дифференциал задаётся как {\displaystyle f(z)dz\otimes dz}, где {\displaystyle f} — некая голоморфная функция. Соответственно, на римановой поверхности квадратичный дифференциал есть выражение, в каждой локальной карте имеющее такой вид.

## Кокасательное расслоение пространства Тейхмюллера
Рассмотрим голоморфное семейство гладких комплексных кривых (римановых поверхностей) {\displaystyle C_{t}}, параметризованное комплексным параметром {\displaystyle t}, принадлежащим малому диску (то есть однопараметрическую деформацию кривой {\displaystyle C=C_{0}}). Если риманова поверхность представлена как набор маленьких комплексных дисков, склеенных по частично определённым голоморфным отображениям между ними, то деформация этой римановой поверхности тогда задаётся изменением закона, по которому диски склеиваются друг с другом. Если рассмотреть не всю деформацию, а лишь «первый коэффициент её ряда Тейлора», то вместо набора голоморфных отображений дисков (описания того, как меняются склейки) получится набор локально определённых голоморфных векторных полей. Они представляют чеховский 1-коцикл пучка голоморфных векторных полей (то есть голоморфного касательного пучка {\displaystyle T_{C}}). Его класс в когомологиях {\displaystyle H^{1}(T_{C})} не зависит от покрытия римановой поверхности атласом, а только от самой деформации (точнее, её члена первого порядка).
Пространство Тейхмюллера параметризует всевозможные комплексные структуры на кривой. Соответственно, однопараметрическая деформация кривой — это голоморфное отображение из комплексного диска в пространство Тейхмюллера, а деформация первого порядка — касательный вектор к пространству Тейхмюллера. Стало быть, касательное пространство к пространству Тейхмюллера в точке, соответствующей кривой {\displaystyle C}, канонически изоморфно пространству когомологий {\displaystyle H^{1}(T_{C})}. По двойственности Серра это пространство двойственно пространству {\displaystyle H^{0}(T_{C}^{*}\otimes K_{C})=H^{0}(K_{C}^{2})}. Иными словами, пространство квадратичных дифференциалов на римановой поверхности есть кокасательное пространство к соответствующей точке пространства Тейхмюллера.
Другой способ задать деформацию кривой первого порядка — описать её оператор Кодаиры — Спенсера. Именно, если {\displaystyle \alpha \in H^{1,0}(C)} — голоморфная 1-форма, или абелев дифференциал 1-го рода, то после деформации её класс когомологий де Рама может быть не представлен никакой голоморфной 1-формой. Сопоставление {\displaystyle \alpha } антиголоморфной части соответствующего класса даёт оператор {\displaystyle H^{1,0}(C)\to H^{0,1}(C)}, или же {\displaystyle \Omega (C)\to \Omega ^{*}(C)} (антиголоморфные формы могут быть отождествлены с функционалами на пространстве {\displaystyle \Omega (C)} голоморфных форм при помощи внешнего умножения и последующего интегрирования). Этот оператор называется оператором Кодаиры — Спенсера. Если {\displaystyle v\in T_{C}\mathrm {Teich} =H^{0}(K_{C}^{2})^{*}}, то его значение на голоморфной форме {\displaystyle \alpha } есть функционал {\displaystyle \beta \mapsto v(\alpha \otimes \beta )}.

## Размерность пространства квадратичных дифференциалов
Применяя теорему Римана — Роха к касательному расслоению {\displaystyle T_{C}}, имеем {\displaystyle \dim H^{0}(T_{C})-\dim H^{0}(T_{C}^{*}\otimes K_{C})=\deg(T_{C})-g+1}. Степень касательного расслоения кривой рода {\displaystyle g} равняется {\displaystyle 2-2g}, так что отсюда можно выразить размерность пространства квадратичных дифференциалов как {\displaystyle \dim H^{0}(K_{C}^{2})=3g-3+\dim H^{0}(T_{C})}. На рациональной кривой ({\displaystyle g=0}), на которой голоморфные векторные поля образуют трёхмерную алгебру Ли, стало быть, ненулевых квадратичных дифференциалов не существует. На эллиптической кривой ({\displaystyle g=1}), на которой имеется только одно голоморфное векторное поле, и пространство квадратичных дифференциалов одномерно. При {\displaystyle g>1} оценка Гурвица влечёт зануление {\displaystyle H^{0}(T_{C})}, так что для кривых большого рода пространство квадратичных дифференциалов имеет размерность {\displaystyle 3g-3}. Такова же, как известно, размерность пространства Тейхмюллера: всякая деформация кривой первого порядка, что называется, невозбранна (то есть может быть продолжена до честной деформации, параметризованной диском).

## Теорема Нётера о квадратичных дифференциалах
Если {\displaystyle \alpha ,\beta } — две голоморфные 1-формы, то их симметрическое произведение {\displaystyle \alpha \otimes \beta } — квадратичный дифференциал. Иными словами, симметрическое умножение определяет отображение {\displaystyle \mathrm {Sym} ^{2}\Omega (C)\to H^{0}(K_{C}^{2})}. На эллиптической кривой любые две голоморфные 1-формы пропорциональны, и пространство квадратичных дифференциалов одномерно, так что всякий квадратичный дифференциал раскладывается в произведение голоморфных 1-форм по тривиальным соображениям. Аналогично отображение {\displaystyle \mathrm {Sym} ^{2}\Omega (C)\to H^{0}(K_{C}^{2})} для кривой рода два является изоморфизмом.
Пусть, однако, кривая {\displaystyle C} допускает голоморфную инволюцию {\displaystyle \iota \colon C\to C}. Тогда она действует как инволюция и на пространстве голоморфных 1-форм, стало быть имеет в нём собственные подпространства с собственными числами {\displaystyle +1} и {\displaystyle -1}. Первые определяют голоморфные формы на факторе {\displaystyle C/\iota }. Стало быть, если эта инволюция гиперэллиптическая, то есть фактор по ней -- рациональная кривая, то это собственное подпространство нулевое, поскольку рациональная кривая не допускает голоморфных форм, и инволюция действует на всякой голоморфной 1-форме как {\displaystyle \iota ^{*}\alpha =-\alpha }. Следовательно, на квадратичных дифференциалах, порождённых произведениями вида {\displaystyle \alpha \otimes \beta }, она действует тождественно. С другой стороны, классы когомологий {\displaystyle H^{1}(T_{C})}, на которых гиперэллиптическая инволюция действует тождественно, суть в точности деформации, сохраняющие гиперэллиптичность. Для рода два это не составляет нетривиального условия, поскольку всякая кривая рода два гиперэллиптична; однако для кривых рода три и выше это уже неверно. Стало быть, для гиперэллиптической кривой {\displaystyle C} рода {\displaystyle g>2} отображение {\displaystyle \mathrm {Sym} ^{2}\Omega (C)\to H^{0}(K_{C}^{2})} уже не сюръективно.
Теорема Макса Нётера о квадратичных дифференциалах утверждает, что это единственное исключение: для всякой кривой, за исключением гиперэллиптических кривых рода три и выше, всякий квадратичный дифференциал может быть представлен как сумма мономов вида {\displaystyle \alpha \otimes \beta }, где {\displaystyle \alpha ,\beta } — какие-то голоморфные 1-формы. На самом деле, верно даже большее: на любой негиперэллиптической кривой рода больше двух можно подобрать три голоморфные 1-формы {\displaystyle \alpha ,\beta ,\gamma } такие, что всякий квадратичный дифференциал имеет вид {\displaystyle \alpha \otimes \alpha '+\beta \otimes \beta '+\gamma \otimes \gamma '}, где {\displaystyle \alpha ',\beta ',\gamma '} — какие-то голоморфные 1-формы.
В терминах пространств модулей теорема Нётера может быть описана следующим образом. Двойственное пространство к симметрическому квадрату {\displaystyle \mathrm {Sym} ^{2}\Omega (C)^{*}} есть касательное пространство к верхнему полупространству Зигеля, параметризующему абелевы многообразия, в точке, соответствующей якобиеву многообразию кривой {\displaystyle C}. Сопоставление кривой её якобиева многообразия даёт отображение {\displaystyle \mathrm {Teich} \to {\mathfrak {Z}}} пространства Тейхмюллера в верхнее полупространство Зигеля, называемое отображением Торелли. Дифференциал отображения Торелли есть в точности отображение, двойственное отображению симметрического умножения {\displaystyle \mathrm {Sym} ^{2}\Omega (C)\to H^{0}(K_{C}^{2})}. Тем самым, для негиперэллиптических кривых этот дифференциал инъективен. Заметим, что само отображение Торелли инъективно и для гиперэллиптических кривых, хотя и имеет вдоль гиперэллиптического локуса вырожденный дифференциал. Это утверждение носит название теоремы Торелли для кривых.

## Полутрансляционные поверхности
Вне своих нулей квадратичный дифференциал допускает корректно определённое, хотя и с точностью до знака, извлечение квадратного корня: если в некоторой карте квадратичный дифференциал {\displaystyle q} имеет вид {\displaystyle f(z)dz\otimes dz}, где {\displaystyle f(z)} — нигде не нулевая функция, то голоморфная 1-форма {\displaystyle \alpha ={\sqrt {f(z)}}dz} удовлетворяет {\displaystyle q=\alpha \otimes \alpha }. Это, за вычетом формы {\displaystyle -\alpha }, единственная форма с таким условием; никто, однако, не обещал, что при аналитическом продолжении этой формы вокруг нуля она не поменяет знака. Тем самым, 1-форма {\displaystyle \alpha } становится корректно определённой только после двойного накрытия, разветвлённого в нулях {\displaystyle q}. Оно называется спектральным накрытием. Если род поверхности равнялся {\displaystyle g}, а {\displaystyle q} не имеет кратных нулей, то род её спектрального накрытия {\displaystyle g'} может быть выведен из соотношения на эйлеровы характеристики, равносильного формуле Римана — Гурвица: {\displaystyle 2-2g'=2(2-2g-(4g-4))+4g-4} (мы сперва выкалываем {\displaystyle 4g-4} нуля, накрываем дважды, а затем вкалываем нули обратно). Упрощая, имеем {\displaystyle g'=4g-3}. Заметим, что инволюция, переставляющая листы спектрального накрытия, как обсуждалось выше, действует на пространстве голоморфных форм, и имеет собственные подпространства для собственных чисел {\displaystyle +1} и {\displaystyle -1}, притом первое отождествляется с подъёмами голоморфных форм с фактора -- то есть самой кривой {\displaystyle C}. Стало быть, оно {\displaystyle g}-мерно, а пространство форм, антиинвариантных относительно спектрального накрытия, имеет размерность {\displaystyle 4g-3-g=3g-3}. Периоды этих форм определяют локальные координаты на тотальном пространстве кокасательного расслоения к пространству модулей, из которого выкинуто подмногообразие, соответствующее формам с кратными нулями. Обратный образ меры Лебега на {\displaystyle \mathbb {C} ^{3g-3}} определяет меру конечного объёма на тотальном пространстве кокасательного расслоения, её полным объём называется объёмом Мазура — Вича. Значения этих объёмов до сих пор представляют загадку.
Неопределённое интегрирование голоморфной 1-формы даёт локальные координаты вне её нулей, функции перехода у которых — параллельные переносы {\displaystyle z\mapsto z+c}, иначе называемые трансляциями. Поверхность с атласом такой формы называется трансляционной поверхностью. Геометрически это просто плоская структура, имеющая в нулях полный угол, являющийся целым кратным {\displaystyle 2\pi }. Аналогично можно интегрировать и квадратный корень из квадратичного дифференциала (пускай он определён и с точностью до знака). 
Более конкретно, пусть {\displaystyle q} — ненулевой квадратичный дифференциал на римановой поверхности {\displaystyle C}, и {\displaystyle Z_{q}=\{x_{1},\dots x_{4g-4}\}} — его нули. Выберем отличную от них точку {\displaystyle z_{0}\in C}. Тогда неопределённый интеграл {\displaystyle z\mapsto \int _{z_{0}}^{z}{\sqrt {q}}} корректно определён и зависит только от гомотопического класса пути, в частности, определяет отображение универсального накрытия {\displaystyle {\widetilde {C\setminus Z_{q}}}\to \mathbb {C} }, называемое отображением развёртки. Это даёт набор карт на проколотой римановой поверхности {\displaystyle C\setminus Z_{q}}, функции переклейки между которыми упрощаются до {\displaystyle z\mapsto \pm z+c} (где знак возникает из-за того, что при обходе вокруг нуля знак квадратного корня может перемениться). Такая геометрическая структура называется полутрансляционной поверхностью. Сделав достаточное количество разрезов между нулями, чтобы поверхность стала односвязной, можно добиться того, чтобы на оставшейся области отображение развёртки стало однозначной голоморфной функцией, определяющей отображение на многоугльник. Тем самым, поверхность с квадратичным дифференциалом может быть представлена как (возможно невыпуклый) многоугольник на комплексной плоскости, параллельные стороны которого склеены по закону {\displaystyle z\mapsto \pm z+c}. Обратно, если имеется поверхность, реализованная таким образом, или же набором карт с функциями переклейки вида {\displaystyle z\mapsto \pm z+c}, квадратичный дифференциал на этой поверхности восстанавливается в каждой карте как обратный образ {\displaystyle dz\otimes dz}. Легко видеть, что на переклейках такого вида эти дифференциалы будут согласованы. Геометрически полутрансляционная поверхность — это плоская структура, имеющая в особенностях полные углы, кратные {\displaystyle \pi }.

## Измеримые слоения
Квадратичный дифференциал в каждой точке, в которой он не обращается в нуль, имеет два вещественных направления, заданные векторами {\displaystyle v_{+}} и {\displaystyle v_{-}}, в котором число {\displaystyle q(v_{+},v_{+})} (соотв. {\displaystyle q(v_{-},v_{-})}) положительно (соотв. отрицательно). При отображении развёртки они переходят в горизонтальное и вертикальное направления на {\displaystyle \mathbb {C} }. На поверхности поле направлений определяет слоение, и эти два взаимно перпендикулярных слоения называются горизонтальным и вертикальным. В нулях дифференциала эти слоения имеют особенности, именно, там сходятся интегральные кривые этого слоения в таком количестве, какой полный угол в этой особенности имеет связанная с квадратичным дифференциалом плоская структура.
Трансверсальная мера на вещественном слоении может быть определена следующим образом. В достаточно малой карте слоение есть просто проекция диска на отрезок, слои которой — интегральные кривые. Мера на отрезке определяет меру на всякой кривой, пересекающей слоение трансверсально. Набор таких мер в каждой карте, согласованный на пересечениях карт, называется трансверсальной мерой на поверхности со слоением. Проще говоря, трансверсальная мера сопоставляет всякой дуге {\displaystyle \xi }, трансверсально пересекающей слоение, число {\displaystyle \mu (\xi )}, которое суммируется при разбиении дуги в объединение меньших дуг, и не меняется, если дугу начать варьировать, оставляя её концы на одних и тех же листах слоения. Слоение с заданной на нём трансверсальной мерой называется измеримым слоением. В случае слоений, связанных с квадратичным дифференциалом, вышеупомянутые проекции — это просто проекции на мминую и вещественную оси, которые имеют свою естественную меру Лебега. Тем самым, квадратичный дофференциал определяет не просто пару слоений, а пару измеримых слоений.
Если {\displaystyle \xi } — простая замкнутая кривая, то значение трансверсальной меры на ней может быть определено как {\displaystyle \mu (\xi )=\sup _{\xi _{1},\dots ,\xi _{m}}\sum _{i=1}^{m}\mu (\xi _{i})}, где {\displaystyle \xi _{i}} — набор лежащих на {\displaystyle \xi } дуг, пересекающих слоение трансверсально. Если {\displaystyle \sigma } — класс простых замкнутых кривых с точностью до изотопии, число пересечения измеримого слоения с этим классом определяется как {\displaystyle \inf _{\xi \in \sigma }\mu (\xi )}. Два изверимых слоения называются эквивалентными, если они дают одно и то же пересечение с каждым классом изотопии простых замкнутых кривых. Это -- метрическая версия понятия гомологичности двух замкнутых дифференциальных форм: две 1-формы когомологичны, если их интегралы по всем классам гомологий одни и те же.
Одно из стандартных следствий теории Ходжа (бывшее на самом деле скорее отправной точкой для её развития) состоит в том, что пространство голоморфных 1-форм на римановой поверхности может быть отождествлено с пространством первых когомологий де Рама: всякий класс когомологий де Рама представляется единственной гармонической формой по основной теореме теории Ходжа, а гармонические формы на кривой — это в точности вещественные части голоморфных. Аналогичное топологическое описание голоморфных данных для квадратичных дифференциалов даётся теоремой Мазура — Хаббарда: всякое измеримое слоение на римановой поверхности допускает, и притом единственный, квадратичный дифференциал, вертикальное слоение которого ему эквивалентно.